# Alstroemeria stenopetala
Alstroemeria stenopetala är en alströmeriaväxtart som beskrevs av Moritz August Seubert. Alstroemeria stenopetala ingår i släktet alströmerior, och familjen alströmeriaväxter. Inga underarter finns listade i Catalogue of Life.

## Bildgalleri

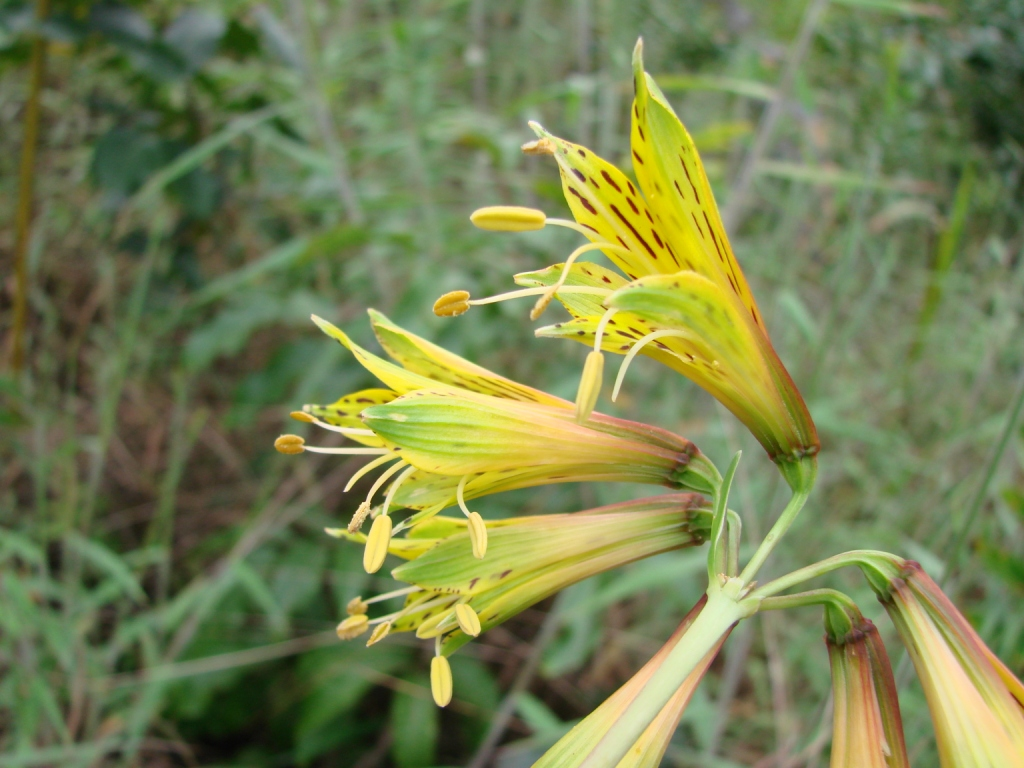